# Michael Kantakuzenos
Michael Kantakuzenos (* um 1264/65; † 1294 oder 1316 in Mistra) war von 1286 bis 1294 bzw. nach anderen Quellen 1308 bis 1316 der erste epitropos (Statthalter) der byzantinischen Provinz Morea und der Vater von Johannes VI. Kantakuzenos, Kaiser des Byzantinischen Reiches (1341–1354).

## Herkunft
Michael Kantakuzenos entstammt der byzantinischen Adelsfamilie Kantakuzenos, deren Stammvater bereits unter der Regierung von Kaiser Alexios I. Komnenos (1081–1118) hohe Kommandofunktionen ausübte. In der Alexiade, dem Geschichtswerk der Tochter des Kaisers Alexios I., Anna Komnene, wird dazu festgehalten, dass dieser Kantakuzenos schon 1094 als byzantinischer Heerführer gegen die Petschenegen und im Oktober 1107 gegen Bohemund I. Fürst von Tarent und Fürst von Antiochia (1098–1111) bei Avlona nahe Durazzo kämpfte.
Schon in der nächsten Generation war die Familie mit dem Kaiserhaus der Komnenen verschwägert, war daher in die erste Reihe der byzantinischen Aristokratie aufgerückt und stellte bereits 1199 einen Thronprätendenten.
Unter der Herrschaft der Palaiologen erwarb das Geschlecht riesigen Grundbesitz in Thrakien und galt Mitte des 14. Jahrhunderts als die vermögendste Adelsfamilie des Reiches.
Der Vater Michaels – dessen Vorname nicht feststeht – war 1263/64 nach der erfolgreichen Rückeroberung von Teilen der Halbinsel Peloponnes durch das Byzantinische Reich Kephale (Hauptmann) der Festung Monemvasia und Heerführer auf Morea. Er fiel im Kampf bei Mesikli im März 1264. Möglicherweise ist er identisch mit Manuel Kantakuzenos, Pinkernes (Mundschenk) und Oikeios (Truchsess) von Kaiser Johannes III. Vatatzes Kaiser von Byzanz in Nikaia.

## Leben
Dank ungenügender primärer Quellen sind viele seiner biographischen Daten ungewiss und werden von Historikern z. T. abweichend interpretiert. Dass Kantakuzenos tatsächlich den Vornamen Michael trug, hält Georg Ostrogorsky fest.
Dies ist jedoch nach Detlev Schwennicke und nach Charles Cawley ungewiss, der meint, dass dieser Vorname im Widerspruch zu traditionellen Regeln der Namensgebung stünde.
Kantakuzenos stand in enger Verbindung zu Kaiser Andronikos II. Palaiologos von Byzanz, der in einem Erlass verfügte, dass die bisher übliche jährliche Neubesetzung des Postens eines Gouverneurs von Morea, die zu Missständen geführt hatte, durch eine lebenslange Betrauung zu ersetzen sei.
Morea – ursprünglich die romanische Bezeichnung der Halbinsel Peloponnes – umfasste als byzantinisches Despotat die durch Michael VIII. Paläologos – seit 1261 Kaiser des Byzantinischen Reiches zu Konstantinopel – von dem Dichter und Troubadour Wilhelm II. von Villehardouin, Fürst von Achaia, 1262 eroberten Gebiete, d. h., primär die Landschaft Lakonien im Süden der Halbinsel.
Michael Kantakuzenos war der erste Gouverneur von Morea, der unter dieser neuen Regelung ernannt wurde, wobei er die Bezeichnung „Hauptmann des Landes und der Festungen in der Peloponnes“ trug.
Über den Zeitraum seiner Funktion und das Datum eines Ablebens bestehen verschiedene Meinungen, da die Funktionsdauer in den Europäischen Stammtafeln und von Charles Cawley mit 1286 bis 1294 (Todesjahr) angegeben wird, während andere Quellen den Beginn auf 1308 und das Todesjahr auf 1316 verlegen. So u. a. Papadopulos.
Diese Ernennung erwies sich jedenfalls als Segen für die Bevölkerung, da er die Praxis korrupter Gouverneure beendete, die versuchten, sich während ihrer kurzen Amtszeit zu bereichern. In seiner achtjährigen Amtszeit gelang es ihm, die Wirtschaft in der Provinz so sehr zu stärken, dass sein Schwiegersohn und Nachfolger Andronikos Asanes (Sohn des nach Konstantinopel geflohenen Bulgarenzaren Iwan Assen III.) dadurch sogar die Mittel hatte, um einen Eroberungskrieg zu beginnen.
Die Hauptstadt – und damit der übliche Wohnort von Kanzakuzenos als Gouverneur – war die Stadt Mystras, die sich um die von Wilhelm II. von Villehardouin Fürst von Achaia (1246–1278) um 1249 nordwestlich von Sparta auf einem Hügel errichtete gleichnamige Kreuzfahrerburg entwickelt hatte. Als Residenz stand ihm sowohl die Burg als auch der erheblich komfortablere Palast in der Stadt zur Verfügung. Heute gibt es von der Stadt, der Burg und vom Palast nur noch Ruinen, die sich neben dem gleichnamigen Dorf befinden.

## Ehe und Nachkommen
Michael heiratete um 1293 Theodora Angelina Palaiologina, Herrin zu Serrhai und Lemnos, die im Zuge einer Revolte gegen ihren Sohn, Kaiser Johannes VII. Kantakuzenos, vom Rebellenführer, Alexios Apokaukos, gefangen genommen wurde und in Gefangenschaft aus Kummer und wegen schlechter Behandlung am 6. Januar 1342 verstarb.
Auch die Herkunft Theodoras ist nicht eindeutig geklärt.
Averikios Th. Papadopulos
nennt sie Theodora Palaiologina Kantakuzene und vermutet, dass sie eine Tochter des Dux Chandrenos (der als byzantinischer General 1308 die Katalanische Kompanie bei Thessaloniki und Varria besiegte) und der Theodote Glabaina Dukraina Tarchaneiotissa war. Letztere wäre eine Tochter des Protostrators Michael Tarchaneiotes Palaiologos Glabas (Sohn des Nikephoros Tarchaeiotes Nikephoros Tarchaeiotes) und der Maria Philantropene (Tochter des Admirals Alexios Philantopenos) gewesen.
Den Europäischen Stammtafeln ist nur zu entnehmen, dass sie eine Enkelin des Nikephoros Tarchaneiotes und der Maria Palaiologina gewesen sei.
Ähnlich hält Charles Cawley fest, dass sie die Enkelin einer Schwester des Kaisers Michael VIII. gewesen sei, was mit ESNF III. 1 Tafel 197 übereinstimmt, da Maria Palaiologina, eine Schwester dieses Kaisers, mit Nikephoros Tarchaeiotes verheiratet war.
Einvernehmen besteht somit nur darüber, dass Theodora eine Enkelin oder Urenkelin von Nikephoros Tarchaneiotes und der Maria Palaiologina war.
Kinder
Nach Papadopulos hatte das Ehepaar drei Kinder, während andere Quellen regelmäßig nur Johannes VI. erwähnen:
- Johannes VI. Kantakuzenos, Kaiser des Byzantinischen Reiches (1347–1354), (* c. 1295; † als Mönch Joasaph in Mistra (Peloponnes, Griechenland) 10. Juni 1383) ⚭ v. 1290 Irene Asanina († als Nonne im Kloster Kyra Martha 1369/79), Tochter des Despoten von Morea, Andronikos Asanes (Sohn des Bulgarenzaren Iwan Assen III. und der Irene Palaiologina, einer Tochter des byzantinischen Kaisers Michael VIII. Dukas Komnenos Palaiologos).
- Nikephoros Kantakuzenos, Sebastokrator
- Ne Kantakuzene ⚭ Konstantinos Akropolites, Sohn des Georgios Akropolites